# Nuoto ai XVIII Giochi del Mediterraneo - 800 metri stile libero femminili
La gara degli 800 metri stile libero femminili dei XVIII Giochi del Mediterraneo si è svolta il 23 giugno 2018.

## Podio
| Pos. | Atleta            | Nazione  |
| ---- | ----------------- | -------- |
|      | Simona Quadarella | Italia   |
|      | Mireia Belmonte   | Spagna   |
|      | Tjaša Oder        | Slovenia |

## Record
Prima della manifestazione il record del mondo (RM) e il record dei Giochi del Mediterraneo (RG) erano i seguenti.
|  | 8'04"29 | Katie Ledecky   | 12 agosto 2016 Rio de Janeiro |
|  | 8'20"78 | Alessia Filippi | 30 giugno 2009 Pescara        |

Durante la competizione non sono stati migliorati record.

## Risultati
| Pos. | Batteria | Corsia | Atleta            | Nazionalità | Tempo   | Note |
| ---- | -------- | ------ | ----------------- | ----------- | ------- | ---- |
|      | 2        | 4      | Simona Quadarella | Italia      | 8'21"44 |      |
|      | 2        | 6      | Mireia Belmonte   | Spagna      | 8'26"55 |      |
|      | 2        | 5      | Tjaša Oder        | Slovenia    | 8'28"91 |      |
| 4    | 2        | 2      | Diana Durães      | Portogallo  | 8'29"33 |      |
| 5    | 2        | 1      | Jimena Pérez      | Spagna      | 8'36"41 |      |
| 6    | 2        | 3      | Diletta Carli     | Italia      | 8'38"44 |      |
| 7    | 2        | 7      | Tamila Holub      | Portogallo  | 8'44"78 |      |
| 8    | 2        | 8      | Sara Račnik       | Slovenia    | 8'50"00 |      |
| 9    | 1        | 4      | Kalliopi Araouzou | Grecia      | 8'50"51 |      |
| 10   | 1        | 3      | Arianna Valloni   | San Marino  | 8'51"84 |      |
| 11   | 1        | 5      | Beril Böcekler    | Turchia     | 8'52"97 |      |
| 12   | 1        | 6      | Afroditi Katsiara | Grecia      | 9'03"11 |      |
| 13   | 1        | 2      | Gabriella Doueihy | Libano      | 9'10"16 |      |